# Newburn
Newburn är en ort i distriktet Newcastle upon Tyne i Storbritannien. Den ligger i grevskapet Tyne and Wear och riksdelen England, i den centrala delen av landet, 400 km norr om huvudstaden London. Newburn ligger 40 meter över havet och antalet invånare är 41 347.
Terrängen runt Newburn är platt norrut, men söderut är den kuperad. Newburn ligger nere i en dal. Runt Newburn är det mycket tätbefolkat, med 1 313 invånare per kvadratkilometer. Närmaste större samhälle är Newcastle upon Tyne, 8,4 km öster om Newburn. Runt Newburn är det i huvudsak tätbebyggt.